# Hendrik Jacobus Coetsee
Hendrik Jacobus Coetsee (* 19. April 1931 in Ladybrand; † 29. Juli 2000 in Bloemfontein), auch bekannt unter dem Namen Kobie Coetsee, war ein südafrikanischer Politiker der Nationalen Partei. Er wirkte von 1980 bis 1994 als Justizminister unter den Präsidenten Pieter Willem Botha und Frederik Willem de Klerk und war damit unter anderem für die Polizei sowie den Strafvollzug in der Endphase der Apartheid-Ära zuständig. Nach den ersten freien und allgemeinen Wahlen in der Geschichte Südafrikas übernahm er von 1994 bis 1997 das Amt des Präsidenten des Senats, der zweiten Kammer des südafrikanischen Parlaments.

## Leben
Kobie Coetsee wurde 1931 in Ladybrand als einziges Kind seiner Eltern geboren, die beide auf lokaler Ebene für die Nationale Partei aktiv waren. Seine beiden Großväter waren als Kommandeure am Zweiten Burenkrieg beteiligt gewesen, so dass die Freiheit und Unabhängigkeit der Buren eine wichtige Rolle in den politischen Ansichten von Coetsee spielte. Er studierte bis 1954 Rechtswissenschaften und Latinistik an der Universiteit van die Oranje-Vrystaat und erhielt anschließend seine Zulassung als Rechtsanwalt. Im Jahr 1968 gewann er den Parlamentssitz, der durch die Wahl von Jacobus Johannes Fouché zum Staatspräsidenten vakant geworden war. Zehn Jahre später wurde er im Oktober 1978 vom damaligen Ministerpräsidenten Pieter Willem Botha zunächst zum stellvertretenden Minister für Verteidigung und nationale Sicherheit ernannt. Im Oktober 1980 übernahm er dann das Amt des Justizministers, das er ab 1989 auch unter Bothas Nachfolger Frederik Willem de Klerk behielt.
1985 wurde er Vorsitzender des Provinzverbandes der Nationalen Partei in der Provinz Freistaat. Im gleichen Jahr kam es zu geheimen Gesprächen zwischen Kobie Coetsee und dem inhaftierten Apartheid-Gegner Nelson Mandela, vier Jahre später organisierte er ein Treffen zwischen Mandela und Präsident Botha. Nach der Wahl von Frederik Willem de Klerk zum Präsidenten im August 1989 war er auch an den Verhandlungen zwischen dessen Regierung und dem African National Congress wesentlich beteiligt, die nach Mandelas Freilassung im Februar 1990 zur schrittweisen Aufhebung der Apartheid-Gesetzgebung und 1994 zu den ersten freien und allgemeinen Wahlen in der Geschichte Südafrikas führten. Von April 1993 bis Mai 1994 übernahm er zusätzlich zum Amt des Justizministers übergangsweise auch das Verteidigungsressort. Nach den Wahlen von 1994 wurde er Präsident des Senats, die damalige Vertretung der Provinzen und zweiten Kammer des südafrikanischen Parlaments. Dieses Amt hatte er bis 1997 inne.
Kobie Coetsee war ab 1956 verheiratet und Vater von zwei Söhnen und drei Töchtern. Er starb im Jahr 2000 in Bloemfontein an einem Herzinfarkt.